# 山口誓子
山口 誓子（やまぐち せいし、1901年（明治34年）11月3日 - 1994年（平成6年）3月26日）は、日本の俳人。京都府京都市出身。本名は山口新比古（やまぐち ちかひこ）。
高浜虚子に師事。昭和初期に水原秋桜子、高野素十、阿波野青畝とともに「ホトトギスの四S」とされたが、のちに同誌を離反した秋桜子に従い「ホトトギス」を離脱。従来の俳句にはなかった都会的な素材、知的・即物的な句風、映画理論に基づく連作俳句の試みなどにより、秋桜子とともに新興俳句運動の指導的存在となる。戦後は「天狼」を主宰し現代俳句を牽引した。
大正11年、初めて虚子に会い、俳号を「誓子(ちかひこ)」から「誓子(せいし)」と改めた。

## 略歴
1901年、京都府京都市上京区岡崎町（現在は左京区）に生まれる。父新助、母岑子の長男。妹にレツ（下田実花）。1908年、京都の錦林尋常小学校に入学、1909年、家庭の事情で外祖父に預けられ、東京府豊多摩郡千駄ヶ谷町（現・渋谷区）に移転、真砂尋常小学校に転入。1911年、自殺により母岑子を失う。1912年、前年に渡航した外祖父に迎えられ樺太に移住、豊原尋常高等小学校に転入。1914年、庁立大泊中学校に入学。この頃に俳句をはじめ、同校国語教師の永井鉄平の指導を受ける。1917年、帰郷し京都府立第一中学校に入学。
1919年、第三高等学校文科乙類に進学。1920年、京大三高俳句会に出席、そこで日野草城の「葡萄含んで物云ふ唇の紅濡れて」などの句に感銘を受け本格的に俳句を志すようになる。草城、鈴鹿野風呂の指導を受け、また草城の勧めで「「ホトトギス」へ投句。本名の新比古をもじって「誓子」の号を用いる（当初はこれで「ちかひ（い）こ」と読んだが、初対面時に虚子が「せいし」と読んで以降こちらの読みを取った）。1921年8月、「暑さにだれし指悉く折り鳴らす」が初入選。10月、「京鹿子」同人。1922年3月、京都の虚子歓迎句会で高浜虚子に会う。4月、東京帝国大学法学部に入学。水原秋桜子、富安風生、中田みづほ、山口青邨らと東大俳句会を再興する。1924年、肺尖カタルにより大学を休学。
1926年、東大卒業、大阪住友合資会社の本社に入社。上司が歌人の川田順で、上司の理解を得て句作に励むことができた。1927年、「ホトトギス」課題選者に就任。1928年、山口青邨の講演で触れられたことにより、水原秋桜子、高野素十、阿波野青畝とともに「四S」として知られるようになる。同年、浅井梅子（山口波津女）と結婚。1929年、「ホトトギス」同人。1932年、第一句集『凍港』刊行。1933年、「京大俳句」顧問。1935年、第二句集『黄旗』刊行。急性肺炎にかかり療養。病中、「ホトトギス」を辞し、先に同誌を離反した水原秋桜子の「馬酔木」に移り、秋桜子とともに新興俳句運動の指導的存在となる。1941年（昭和16年）に伊勢国朝明川沿い須賀浦海水浴場付近が最適だった事から富田六郷一部の天ヶ須賀に移り療養した。療養中は芭蕉、子規に親しんだ。1942年、住友合資会社を退職し嘱託となる。1945年、空襲により宰相山町の住居を焼失、蔵書、家財の一切を失う。
1948年、西東三鬼、秋元不死男らと「天狼」を創刊、のち主宰。「根源俳句」の提唱、第二芸術論への反論などで、戦後の現代俳句を牽引した。1949年、中日文化賞。1953年、兵庫県西宮市苦楽園へ転居。1957年、朝日俳壇選者。1976年、勲三等瑞宝章。1987年、日本芸術院賞。1989年、朝日賞。1992年、文化功労者。1993年、「天狼」終刊。 1994年、呼吸不全のため神戸市の病院で死去。92歳没。誓子の遺産は神戸大学に寄贈された。
山口誓子が住んでいた屋敷は阪神・淡路大震災で倒壊し、代わりに句碑と記念碑が建てられている。現在、屋敷は神戸市灘区の神戸大学文理農学部キャンパス内に再現され、山口誓子記念館として不定期に公開されている。
三重県内の菰野高校、白子高校、保々小学校、亀山中学校、新居中学校、修成小学校、八ッ山小学校の校歌を作詞している。

## 作風・評価
代表的な句に、
- 学問のさびしさに堪へ炭をつぐ（1924年作。『凍港』所収）
- かりかりと蟷螂蜂の皃（かほ）を食む（1932年作。『凍港』所収）
- ほのかなる少女のひげの汗ばめる（1932年作。『凍港』所収）
- 夏草に機缶車の車輪来て止まる（1933年作。『黄旗』所収）
- ピストルがプールの硬き面（も）にひびき（1936年作。『炎昼』所収）
- 夏の河赤き鉄鎖のはし浸る（1937年作。『炎昼』所収）
- 海に出て木枯帰るところなし（1944年作。『遠星』所収）
- 炎天の遠き帆やわがこころの帆（1945年作。『遠星』所収）

などがある。初期には東大俳句会でともに学んだ水原秋桜子と同様、短歌の調べや叙情性を俳句に持ち込み万葉調の句を作った。第一句集『凍港』の前半は樺太の情景を叙情的に詠んだ句が多い。その後秋桜子が「後藤夜半論」（『ホトトギス』1929年12月）において、夜半は誓子より句材の幅が広いとしたことに発奮、近代的・都会的な題材を渉猟しはじめる。同時期に斎藤茂吉の連作短歌に影響を受けて連作俳句の試みを始め、これを後述する映画理論により補強。こうした過程で「や」「かな」といった切れ字を用いる文体に代わって、動詞の終止形・連体形による止めや口語の使用が定着し、素材の拡大とともに即物非情・知的構成と言われる作風を確立してゆく。『凍港』序で高浜虚子は「従来の俳句の思ひも及ばなかつたところに指をそめ、所謂辺境に鉾を進むるの概がある」と誓子を評した。
掲句のうち「かりかりと」「ほのかなる」「夏草に」「ピストルが」「夏の河」はそれぞれ連作として発表されたもののうちの一句である。連作俳句は同時期に水原秋桜子も多く試みているが、秋桜子の連作はあらかじめ全体の構成を考えて作句されるもので、絵巻物のように景が展開し設計図式と呼ばれる。これに対し誓子の連作は、特定の題材をもとに一句一句乗り移るように次々と独立の句を作りのちに取捨・編集するというものでモンタージュ式と呼ばれる。モンタージュは1920年代にロシアで登場した映画理論で、二つ以上のショット（一続きの映像）を組み合わせて一つのシーン（場面）を表現する技法である。当時寺田寅彦がすでに連句や発句における取り合わせと関連付けてモンタージュを論じていたが、誓子はこれに影響を受け、写生によって得た素材に知的操作を加えて世界の創造を行うという自身の「写生構成」論に援用した。
ただ、誓子は連作と一句におけるモンタージュの意義を区別しており、注意が必要である。戦前の誓子は、一句独立におけるモンタージュをエイゼンシュテイン的な「衝撃」とする一方、連作のモンタージュはプドフキン的な「連鎖」と論じている。加えて、「夏草に」句で著名な「汽罐車」連作では「衝撃」としてのモンタージュではなく、ヴァルター・ルットマンの映画『伯林』に代表されるような「メロディー」「シンフォニー」といった意味でのモンタージュを実践しており、現在の定説であるエイゼンシュテイン的な「二物衝撃」と異なる原理で連作を構成していたことが論証されている。そもそも、エイゼンシュテインのモンタージュ映画で有名な『戦艦ポチョムキン』は戦前の日本では上映が禁止されており、誓子は上記のプドフキンやルットマン、ジェルメーヌ・デュラックといった前衛映画から示唆を得て「写生構成」の実践を試みていた。
都会的素材や連作俳句は新興俳句運動において後進に波及し、その中から無季俳句を作る流れも出てくるが、秋桜子と同様誓子も無季俳句からは距離を置いた。
新興俳句は誓子作品の文体に強い影響を受けており、例えば「京大俳句」の俳人たちは誓子の「スケートリンク」連作発表直後から率先して誓子連作を模倣したような作品を多数発表している。それも、自らの作品が誓子の「スケート」連作から影響を受けていることを誇示するような作風を発表していたことから、誓子が作りあげた文体が当時いかに斬新であったかがうかがえるとともに、新興俳句の俳人たちにとって誓子がいかに憧憬の存在であったかがうかがえる。
戦後は病気療養や新興俳句弾圧、敗戦などの経験を経て、自然物との対峙によって己を確かめるような句風に変化。「天狼」では「酷烈なる俳句精神」を実現したいと表明し徹底して写生構成・即物具象を説いた。また「出発の言葉」の「俳句の深まりが、何を根源とし如何にして現るゝかを体得した。」（「天狼」創刊号）から「根源俳句」を提唱した。
晩年は自身の俳句を芭蕉を継承するものとして、写生、取り合わせ、客観描写を強調した。

## 著書

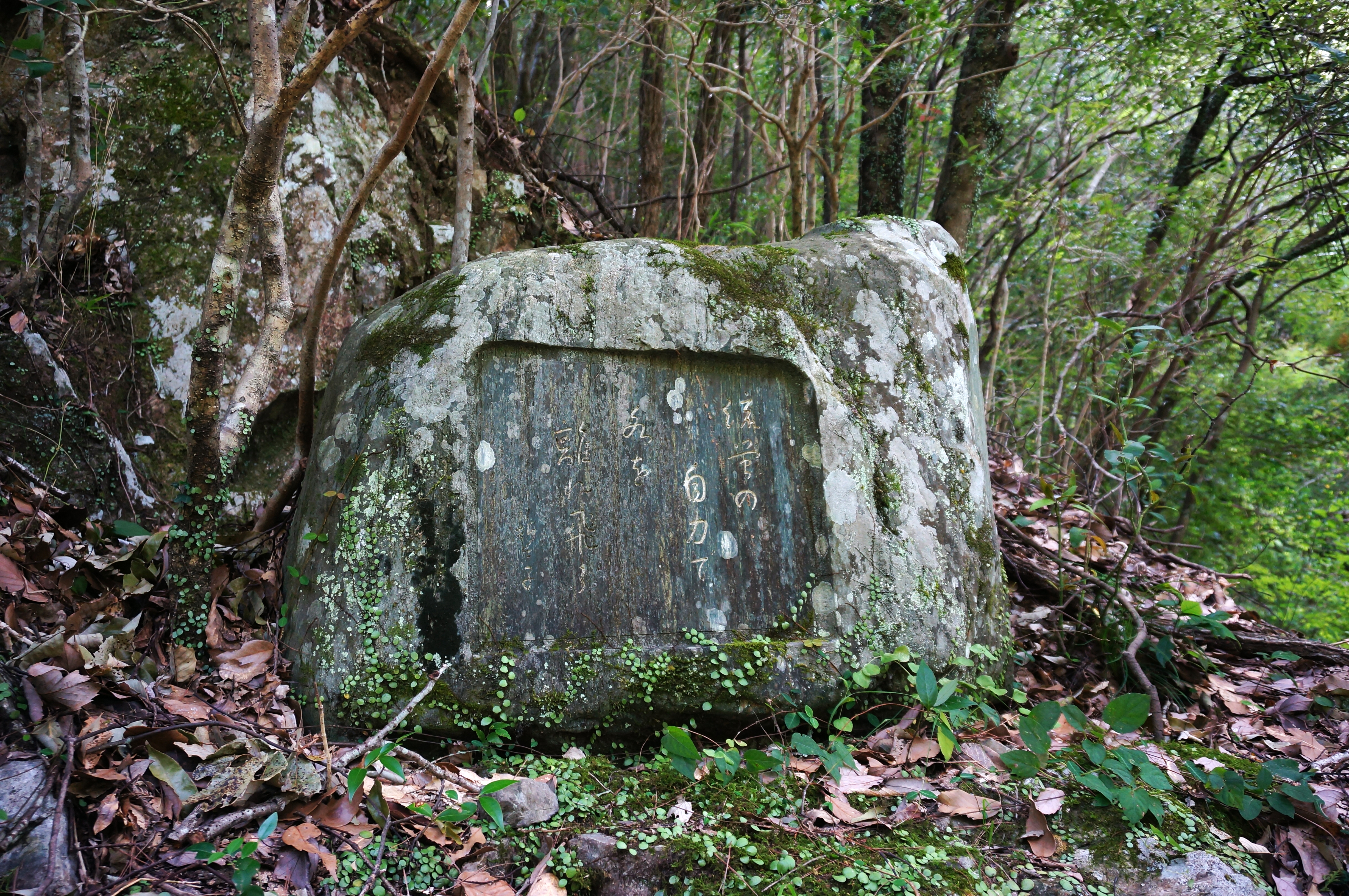
句碑「流蛍の自力で水を離れ飛ぶ」 摂津峡

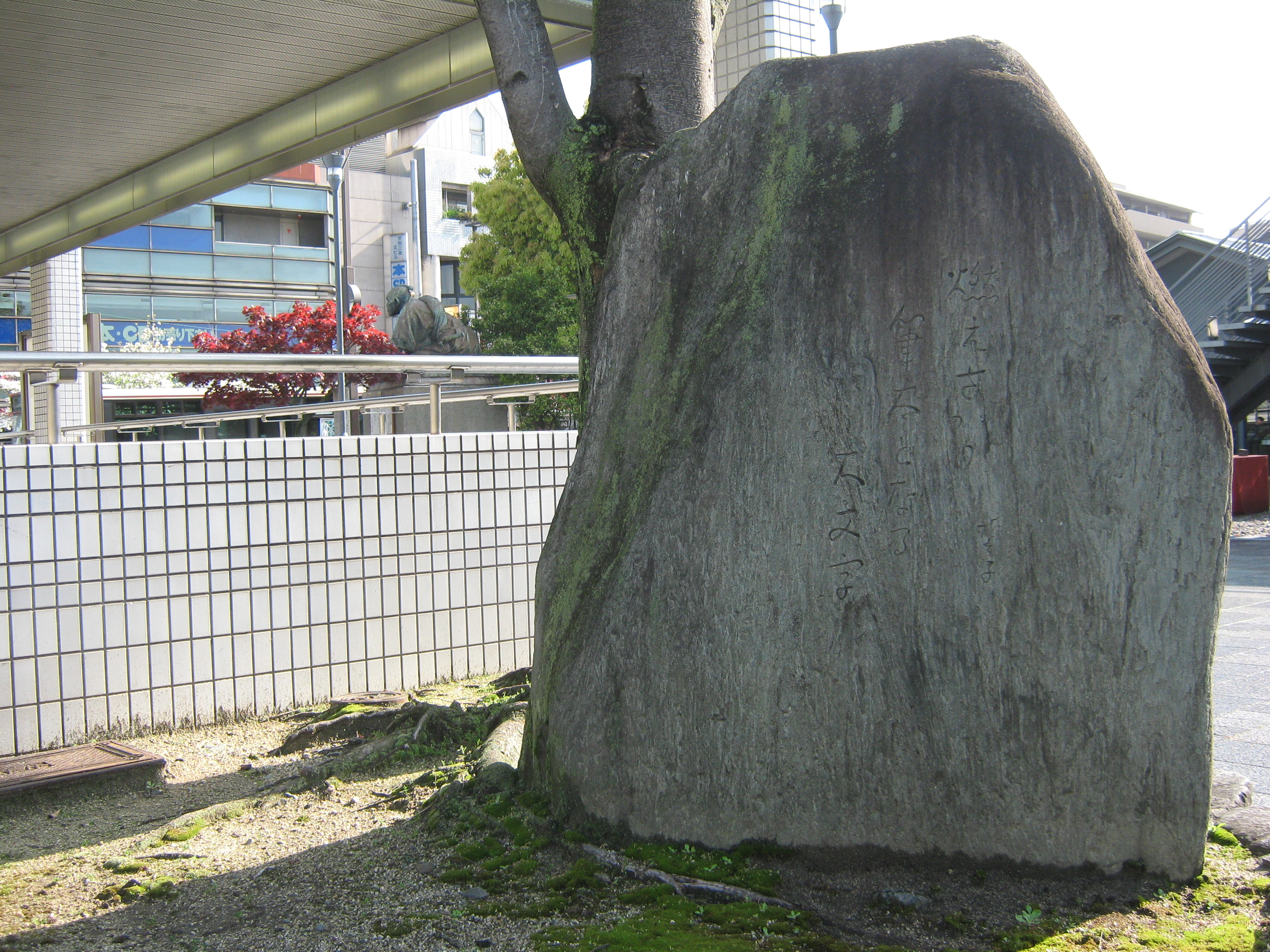
句碑「燃えさかり筆太となる大文字」 京都三条川端

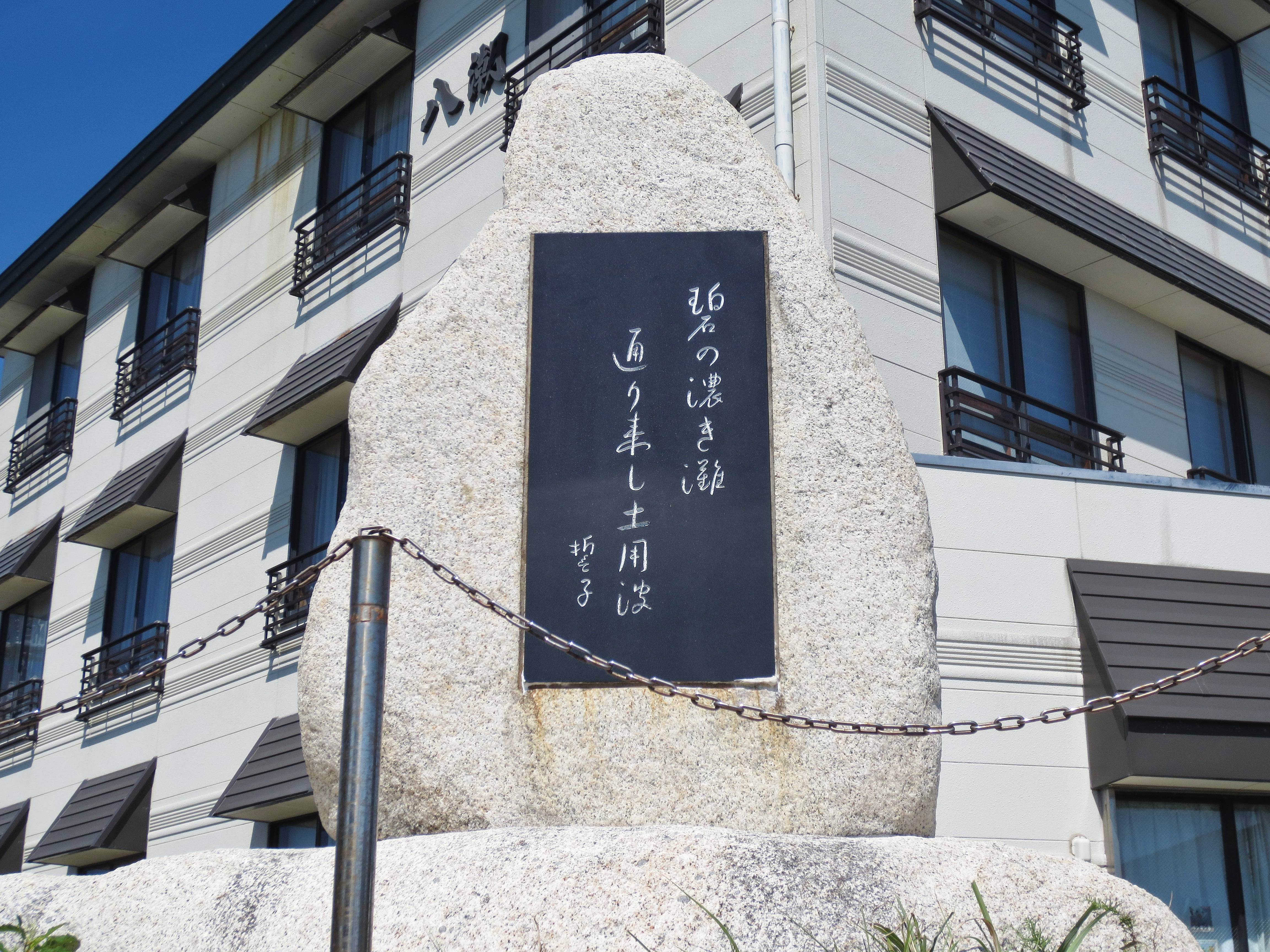
句碑「碧の濃き灘通り来し土用波」御前埼灯台

### 句集
- 『凍港』（素人社、1932年）
- 『黄旗』（竜星閣、1935年）
- 『炎昼』（三省堂、1938年）
- 『七曜』（三省堂、1942年）
- 『激浪』（青磁社、1946年）
- 『遠星』（創元社、1947年）
- 『晩刻』（創元社、1947年）
- 『妻』（細川書店、1949年）
- 『青女』（中部日本新聞社、1950年）
- 『和服』（角川書店、1955年）
- 『構橋』（春秋社、1967年）
- 『方位』（春秋社、1967年）
- 『青銅』（春秋社、1967年）
- 『一隅』（春秋社、1977年）
- 『不動』（春秋社、1977年）
- 『遍境　句文集』（五月書房、1979年）
- 『雪嶽』（明治書院、1984年）
- 『紅日』（明治書院、1991年）
- 『大洋』（明治書院、1994年）
- 『新撰大洋』（思文閣出版、1996年）

### 選句集・全集
- 『玄冬 自選句集』改造社、1937
- 『夜月集』第一書房、1939
- 『断崖　自選句集』目黒書店、1946年
- 『誓子句彙』第1-2 土書店、1946
- 『光陰　自選句集』改造社、1947年
- 『誓子自選句集』新潮文庫　1961
- 『定本山口誓子全句集』集英社 1967
- 『山口誓子句集』白凰社、1969
- 『山口誓子句集』西東三鬼編 角川文庫、1952
- 『山岳』松井利彦編 ふらんす堂 1990
- 『季題別山口誓子全句集』本阿弥書店 1998
- 『山口誓子全集』全10巻 明治書院 1977

### 随筆・評論など
- 俳句諸論 河出書房、1938
- 俳句鑑賞の為に 三省堂、1938
- 秀句の鑑賞 三省堂、1940
- 宰相山町 随想集 中央公論社、1940
- 海の庭 随筆 第一書房、1942
- 伊勢詣 非凡閣、1944
- 滿洲征旅 滿洲雜誌社 1944.9
- 子規諸文 創元社 1946
- 街道筋 随筆集 万里閣、1946
- わが歳時記 正続　創元社、1947-49
- 俳句の復活 白玉書房、1949
- 春夏秋冬　中部日本新聞社 1951
- 句碑をたずねて 朝日新聞社 1965
- 花蜜柑 朝日新聞社 1967
- 俳句鑑賞入門 創元社∥創元手帖文庫　1967
- 鑑賞の書 東京美術 1974
- 俳句の心 毎日新聞社 1975
- 四季吟行 創元社 1975
- 旅を行く 求竜堂 1981.9
- 俳句添削教室 玉川大学出版部 1986.2
- 山口誓子俳句十二か月　松井利彦編 桜楓社 1987.9
- 季語随想 桜楓社 1987.9
- 天狼俳句鑑賞 松井利彦編 求竜堂 1987.9

## 関連文献
- 東京三 『現代俳句の出発』 河出書房、1939年
- 坂口昌弘著『毎日が辞世の句』東京四季出版
- 平畑静塔 『俳句シリーズ人と作品 山口誓子』 南雲堂桜楓社、1964年
- 栗田靖 『新訂俳句シリーズ 山口誓子』 南雲堂桜楓社、1979年
- 神谷かをる 『山口誓子と古典』 明治書院、1989年
- 柴田奈美 『俳句表現の研究』 大学教育出版、1994年